# 仕入帳
仕入帳（しいれちょう）は、会計帳簿の一つで、商品の仕入の状況を記録するための帳簿。補助簿の中の補助記入帳一つで必ずしも作成しなければならない訳ではない。